# ホスロー・ヘイダリー
ホスロー・ヘイダリー（Khosro Heydari、1983年9月14日 - ）は、イランの元サッカー選手。元イラン代表。ポジションはディフェンダー。

## 来歴
2007年にイラン代表でデビュー。2009年から多くの試合に出場するようになり、AFCアジアカップ2011ではベスト8となった。2014 FIFAワールドカップではグループステージ全3試合に出場した。2015年までに60試合に出場した。

## 代表歴

### 出場大会
- イラン代表
  - 2014 FIFAワールドカップ

### 試合数
- 国際Aマッチ 60試合 0得点（2007年-2015年）[1]

| イラン代表 | 国際Aマッチ | 国際Aマッチ |
| 年         | 出場        | 得点        |
| ---------- | ----------- | ----------- |
| 2007       | 1           | 0           |
| 2008       | 0           | 0           |
| 2009       | 11          | 0           |
| 2010       | 11          | 0           |
| 2011       | 11          | 0           |
| 2012       | 7           | 0           |
| 2013       | 5           | 0           |
| 2014       | 8           | 0           |
| 2015       | 6           | 0           |
| 通算       | 60          | 0           |